# Duguetia uniflora
Duguetia uniflora är en kirimojaväxtart som först beskrevs av Dc., och fick sitt nu gällande namn av Carl Friedrich Philipp von Martius. Duguetia uniflora ingår i släktet Duguetia och familjen kirimojaväxter. Inga underarter finns listade i Catalogue of Life.